# 알파타우르스
알파타우르스(Alphataurus)는 밀라노에서 결성된 이탈리아 프로그레시브 록 밴드이다.

## 개요
72년에 여러 페스티벌에 출연하며 인기를 얻어가던 밴드는 신생 레이블 마그마를 통해 앨범을 내게 된다. 73년의 1집은 무명의 밴드의 결과치곤 놀랍다는 평가를 받았다. 드라마틱한 보컬, 파워풀한 리듬파트, 출중한 건반과 기타 등 흠잡을 곳이 없는 앨범이었다.
하지만 2집 녹음중 밴드가 해산되었다. 건반의 피에트로는 리까르도 자파나 PFM과 이후 작업을 하게 된다. 보컬인 미첼레 바바로는 솔로 앨범을 내고 게스트 보컬 활동을 했다.
2집 작업의 결과물 일부가 92년에 발매되면서 1집도 재조명을 받았다. 2009년 귀도 바세르만과 피에트로 펠레그리니가 밴드를 재결성하고 2집 작업을 재개했다. 이후 드러머 죠르노 산탄드레아까지 합류하여 30년만에 밴드 재결합이 성사되었다. 그들은 밀라노를 기반으로 공연을 시작했으며 2012년에 라이브 앨범을 출시했고 또 2집 앨범도 함께 내놓았다. 이후 멤버가 교체되면서도 계속 활동은 진행하고 있다.

## 음반 목록
- 1973 - Alphataurus
- 1992 - Dietro l'uragano (compilation of unreleased demos / rehearsals)
- 2012 - Live In Bloom
- 2012 - AttosecondO
- 2014 - Prime Numbers (live DVD + rarities album)